# Batseba

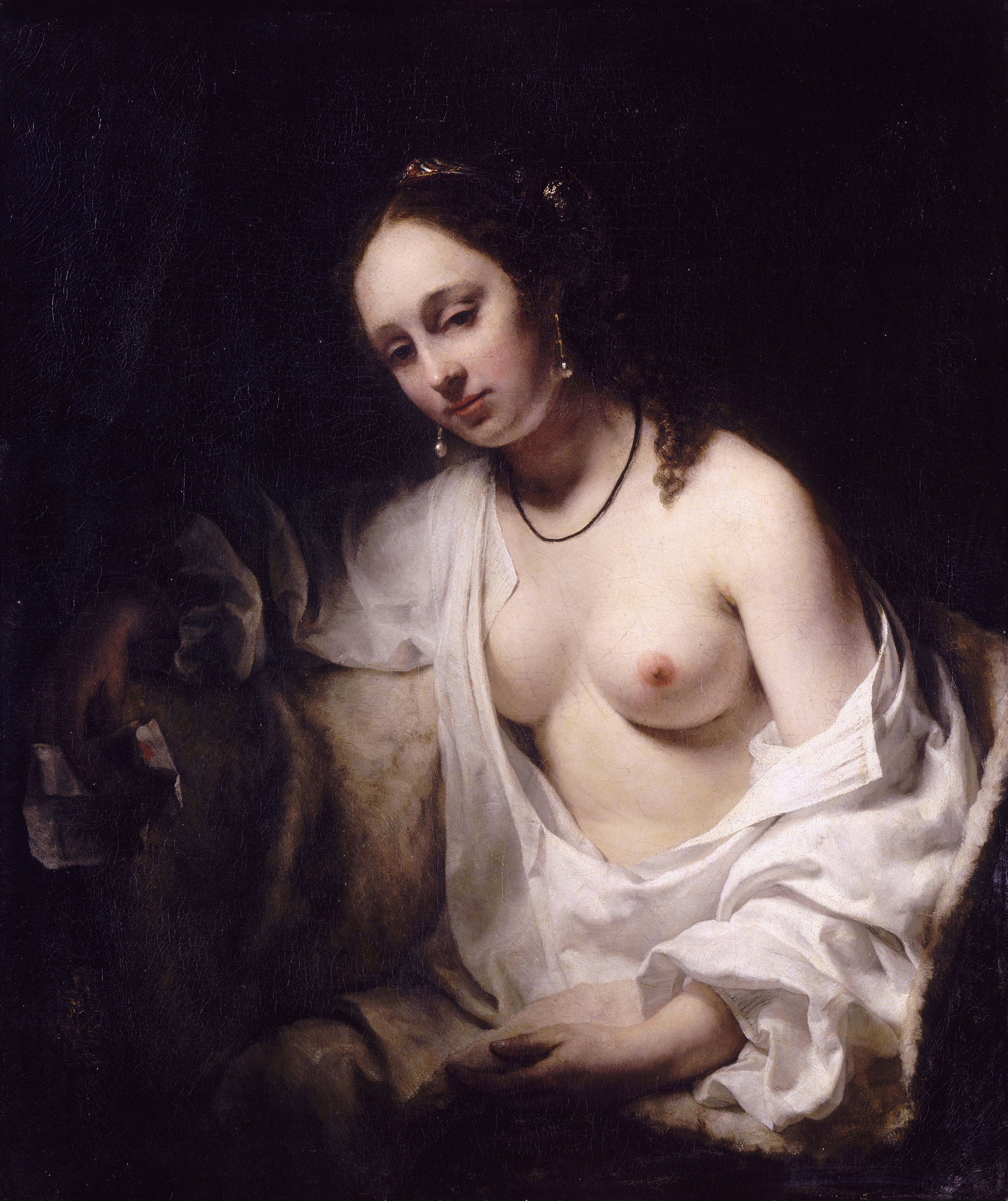
Batseba, målning av Willem Drost.

Batseba var enligt Gamla Testamentet hustru till kung David och moder till kung Salomo.
Batsebas första make, Uria, dog på slagfältet. Hans död arrangerades av David, vilken redan hade ett förhållande med Batseba. Gud förebrådde David för detta genom profeten Natan, som genom att berätta en liknelse fick kungen att uttala sträng dom över sig själv.
Som straff för David och Batseba dog den son han hade gjort henne havande med redan medan Uria levde, och som blev orsaken till att David lät undanröja honom.
Batseba och David är huvudpersoner i Joseph Hellers roman Gud vet från 1983 och i Torgny Lindgrens roman Bat Seba från 1984.
Operan Batseba är tonsatt av Sven-David Sandström och Leif Janzon har skrivit librettot, som är baserat på Lindgrens roman. Den uruppfördes 2008 på Kungliga Operan.